# 耶律頽昱
耶律頽昱（やりつ たいいく、生年不詳 - 951年）は、遼（契丹）の政治家。字は団寧。契丹迭剌部の出身。

## 経歴
孟父房楚国王の耶律巌木の末裔にあたる耶律末掇の子として生まれた。頽昱の性格は正直で、会同年間に九石烈部を領すると、その統治は寛大さと厳しさを合わせ持っていた。世宗が即位すると、頽昱は惕隠となった。
天禄3年（949年）、政事令を兼ね、漆水郡王に封じられた。天禄5年（951年）、穆宗が即位すると、擁立の功績により、頽昱は迭剌部の大王とされた。世宗を葬るにあたって、頽昱は「臣は先帝の厚恩をこうむりながら、いまだ報いることができていません。大葬にあたっては、臣につきそわせていただきたい」と穆宗に願い出た。穆宗は喜ばず、その議論をやめさせた。頽昱はまもなく死去した。

## 伝記資料
- 『遼史』巻77 列伝第7